# Vyšná Hutka
Vyšná Hutka este o comună slovacă, aflată în districtul Košice-okolie din regiunea Košice. Localitatea se află la altitudinea de 197 m deasupra n.m., se întinde pe o suprafață de 3,62 km2 și în 2017 număra 457 de locuitori.

## Istoric
Localitatea Vyšná Hutka este atestată documentar din 1293.

## Demografie
| An:                | 1994 | 2004   | 2014    | 2024    |
| ------------------ | ---- | ------ | ------- | ------- |
| Număr de persoane: | 363  | 356    | 446     | 549     |
| Diferență:         |      | −1,92% | +25,28% | +23,09% |

| An:                | 2023 | 2024   |
| ------------------ | ---- | ------ |
| Număr de persoane: | 536  | 549    |
| Diferență:         |      | +2,42% |